# Hraunfossar

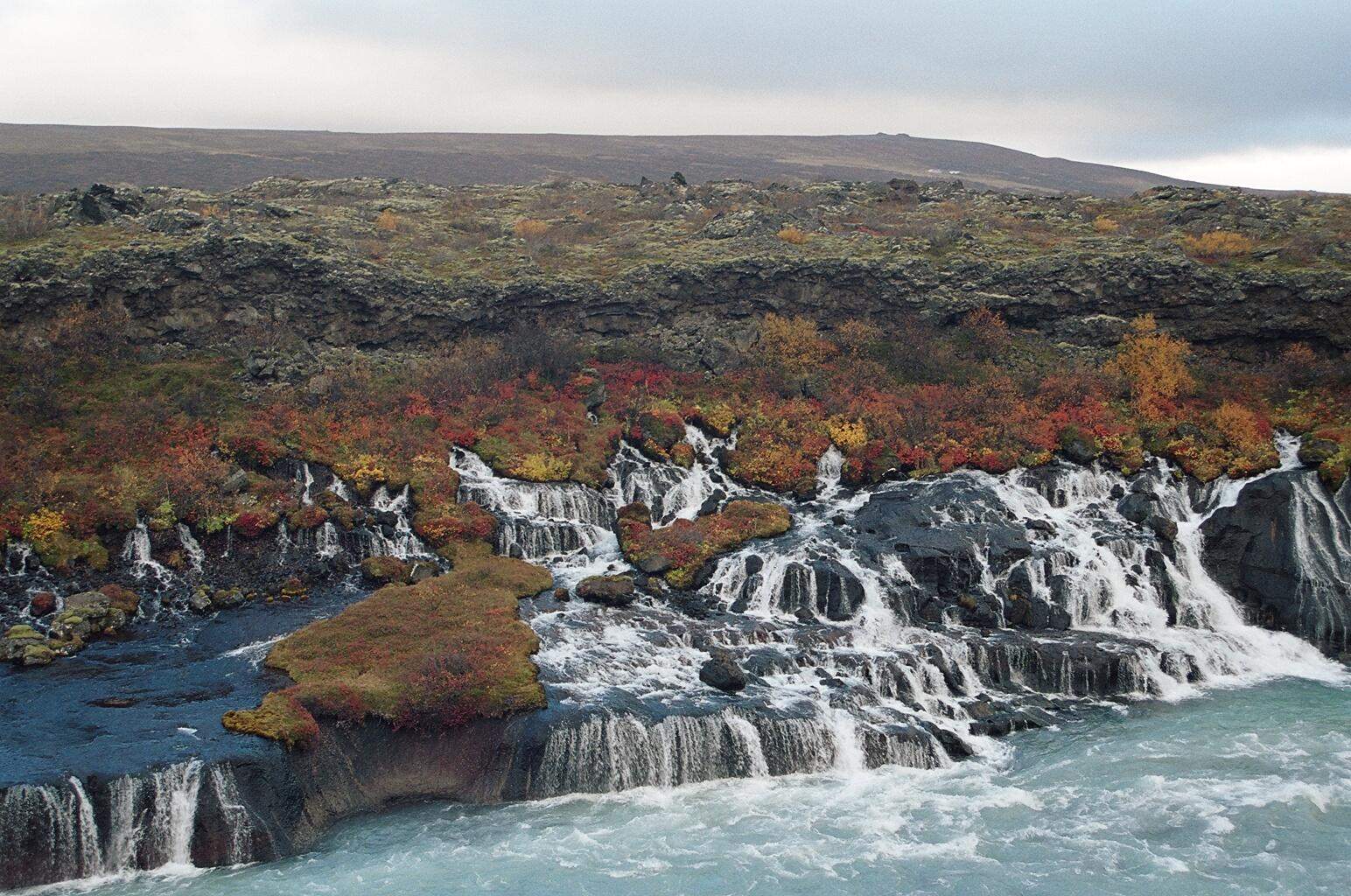
A Hraunfossar

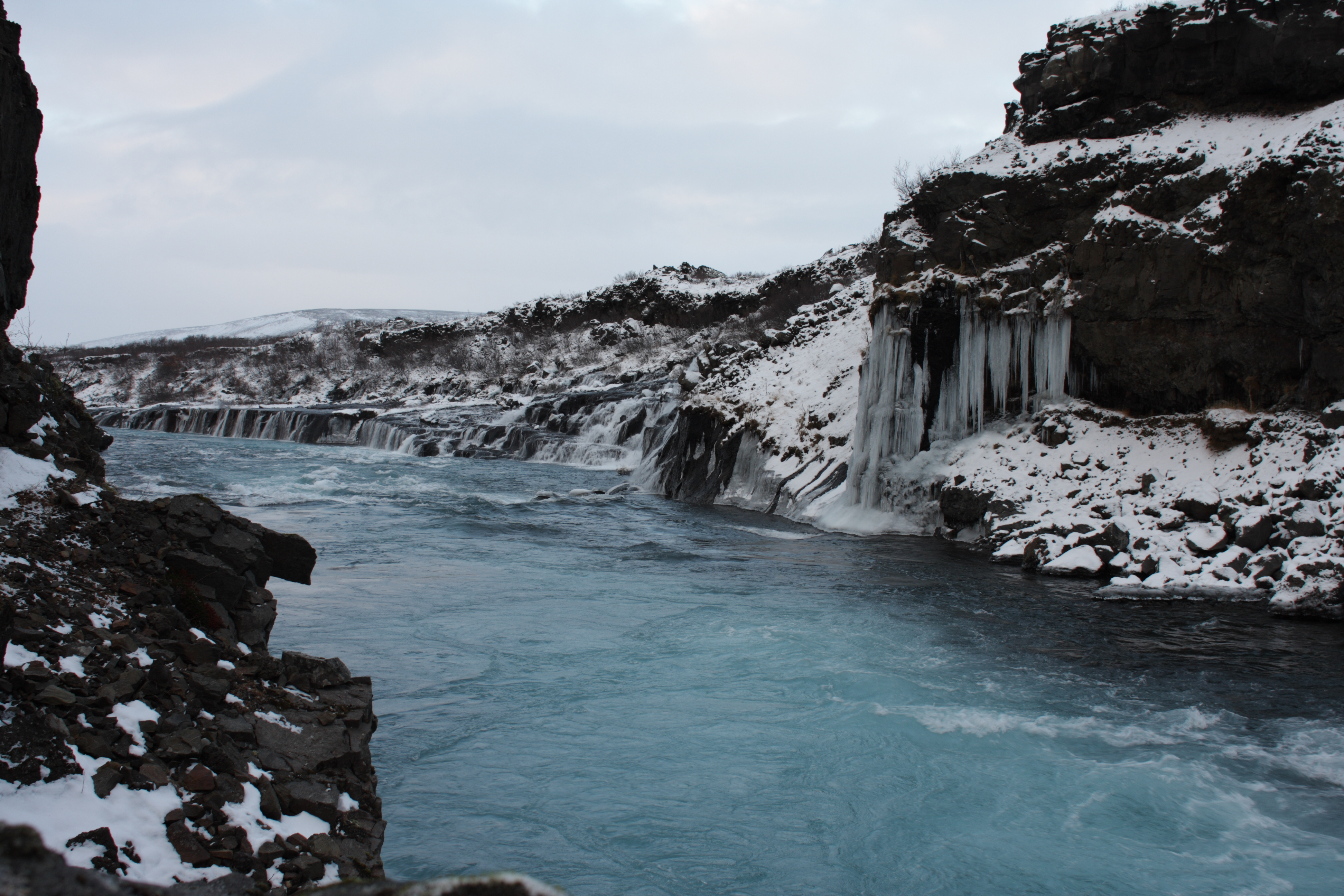
A Hraunfossar télen

A Hraunfossar vízesések sorozata Izland nyugati részén Borgarfjörður közelében. A vízesések a 900 méteres tengerszint feletti magasságból induló patakok és vízfolyások útja mentén találhatóak. A patakok forrásvidéke a Hallmundarhraun lávamező, amely a Langjökull gleccser alatt található vulkánok többszöri kitörései által keletkezett. A vízesések a Hvítá folyóba ömlenek a láva porózus szegélyeiről. A hraun előtag az izlandi láva szó helyi megfelelője. A Hraunfossar Húsafell, Reykholt és a Víðgelmir lávaalagút közelében található. 
A Hraunfossartól a patakok felsőbb szakaszain a szó szerint kődobáló, erős sodrású részen található a Barnafoss vízesés. E vízesés nevének jelentése a gyermekek vízesése, amelyet egy régebben történt sajnálatos és tragikus baleset nyomán neveztek el, így állítva emléket az áldozatoknak. Korábban a vízesés felett egy természetes alámosódás következtében egy kőhíd alakult ki, amelyen két kisgyermek az egyik közeli farmról, megpróbált átkelni, ám megcsúsztak és lezuhantak róla. Később a bánat-sújtotta édesanyjuk szétverte a kőhidat, hogy többé ne fordulhasson elő ilyen szörnyű tragédia.

## Külső hivatkozások
- Great photographs from Hraunfossar
- Hraunfossar - Photo gallery from islandsmyndir.is
- Information Archiválva 2004. április 27-i dátummal a Wayback Machine-ben
- Photos Archiválva 2004. augusztus 18-i dátummal a Wayback Machine-ben
- Photos of Hraunfossar and West Iceland

## Fordítás
Ez a szócikk részben vagy egészben  a   Hraunfossar című angol Wikipédia-szócikk ezen változatának fordításán alapul.  Az eredeti cikk szerkesztőit annak laptörténete sorolja fel. Ez a jelzés csupán a megfogalmazás eredetét és a szerzői jogokat jelzi, nem szolgál a cikkben szereplő információk forrásmegjelöléseként.